# Lill-Babs
Barbro Margareta "Lill-Babs" Svensson, född 9 mars 1938 i Tå, Järvsö församling, Hälsingland, död 3 april 2018 i Hedvig Eleonora distrikt, Stockholm, var en svensk sångerska. Lill-Babs var från det sena 1950-talet och flera årtionden framåt en av Sveriges mest populära artister.

## Uppväxt
Lill-Babs föddes 9 mars 1938 i en liten stuga i byn Tå i Hälsingland till föräldrarna Ragnar Svensson (1911–1999) och Brita, född Brolin (1917–2007).
Sina första två år levde hon med sina föräldrar i en liten lägenhet mittemot järnvägsstationen i Järvsö. När Lill-Babs var två år och tre månader föddes hennes lillasyster Birgitta. Familjen flyttade då in i en lite större stuga utan rinnande vatten och toalett vid foten av Öjeberget. 1949 flyttade familjen till Stene, där hennes bröder Uffe och Lasse föddes.
Barbro sjöng mycket när hon var barn och älskade att uppträda, hennes sångkarriär började i "Blåvingarna", där de sjöng fosterländska sånger i kyrkan vid olika ljushögtider och uppförde julspel.
När Lill-Babs var elva år flyttade familjen till Kilafors, där hon började uppträda med en av pappa Ragnars arbetskamrater. Han spelade dragspel och hon sjöng. De spelade bland annat på centralhotellet i Söderhamn några gånger.
Under uppväxten var dock Lill-Babs dröm att bli gymnastikdirektör. Höjdhopp var hennes favoritsport och hon var duktig på det. När hon var 13 år blev hon nordsvensk ungdomsmästarinna i höjdhopp genom att hoppa 1.37 meter.

## Sångkarriär

### Debut och första år
Svensson gjorde sitt första offentliga framträdande på "Barnens dag" i Järvsö 1953. Snart därefter fick hon komma till Wivex i Sundsvall och sjunga med Lasse Schönnings orkester. Efter att ha sjungit i radioprogrammet Morgonkvisten 1954 blev hon "upptäckt" av orkesterledaren Simon Brehm, som tog henne till Stockholm där hon gjorde professionell debut på dansrestaurangen Bal Palais. Hon gav ut sin första skiva 1954, en stenkaka med låtarna Min mammas boogie och Svar till "Ung och kär".

Simon Brehm var Svenssons manager fram till sin död 1967. Det var även han som gav henne artistnamnet Lill-Babs: en medveten koppling till den äldre och då betydligt mer kända sångerskan Alice Babs.

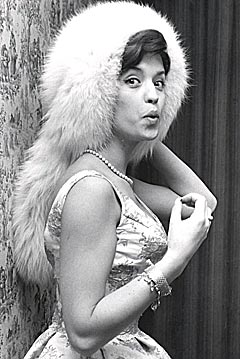
Lill-Babs 1961.

Lill-Babs gjorde tv-debut 1957 och gjorde sin första folkparksshow i eget namn 1958. Hon har besökt så gott som varje folkpark i Sverige och har belönats med folkparkernas förtjänsttecken i guld.
Sitt stora folkliga genombrott fick Svensson när hon sjöng in Stikkan Andersons "Är du kär i mej ännu Klas-Göran?" 1959; låten blev en landsplåga och var därefter en del av Lill-Babs repertoar. Hon gjorde teaterdebut hos Carl-Gustaf Lindstedt och Arne Källerud på Nöjeskatten i sånglustspelet Fly mig en greve 1958. Tillsammans med Lindstedt och Källerud medverkade hon också i en del filmer, bland annat i filmerna Svenska Floyd och En nolla för mycket.

### Shower och internationella framträdanden
År 1961 fick Svensson representera Sverige i Eurovision Song Contest i Cannes, hon sjöng April, april, som Siw Malmkvist hade sjungit i den svenska uttagningen. Lill-Babs hade själv tävlat med två andra låtar samma år. Hon medverkade i melodifestivalerna 1960, 1961 och 1973. Hon tävlade även i Norges uttagning 1969. I början av 1960-talet lanserades hon i Västtyskland, där hon också medverkade i ett flertal filmer samt fick två engelskspråkiga singlar släppta enbart i Förenta staterna.
Till hennes udda meriter hörde att Svensson skrivit autografer till medlemmarna i The Beatles. Året var 1963 och Lill-Babs och den då okända gruppen The Beatles medverkade i tv-programmet Drop-In.

Lill-Babs gjorde flera krogshower, bland annat på Berns i Stockholm, Trädgår'n i Göteborg och Kronprinsen i Malmö. Under 1970-talet spelade hon revy hos Kar de Mumma på Folkan och gjorde succé i rollen som Annie Oakley i musikalen Annie Get Your Gun i Scandinavium i Göteborg.

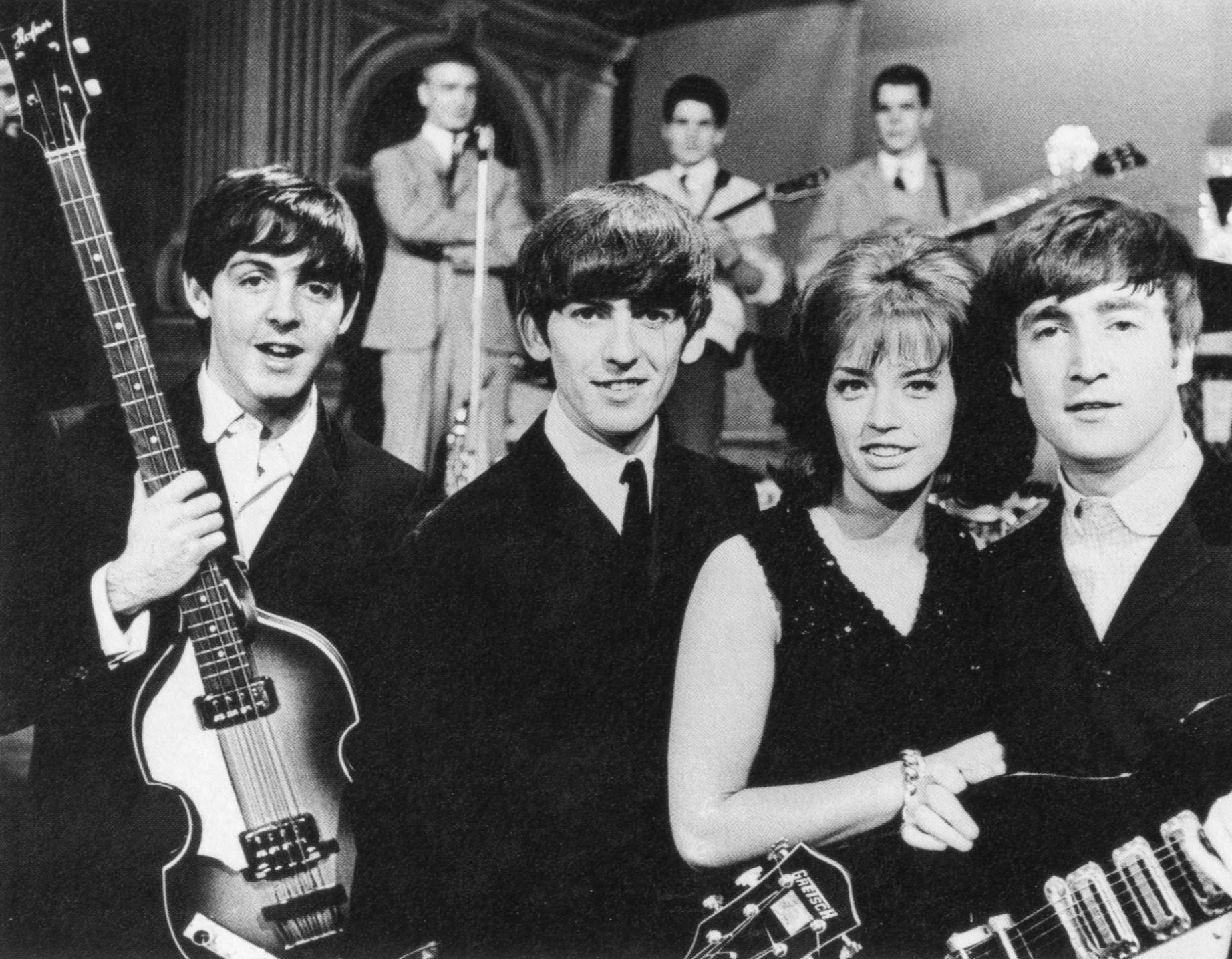
Lill-Babs tillsammans med The Beatles och The Telstars i TV-programmet Drop-In 1963.

År 1982 skrev poeten Lars Forssell en show för Lill-Babs som framfördes på Bacchi Wapen och Södra Teatern i Stockholm. Den senare showen spelades in av Sveriges Television och finns på SVT:s Öppet arkiv. Samtliga sångtexter, förutom extranumret "Clownen", är av Lars Forssell. Själva musiken är en blandning av amerikanska, franska och engelska melodier.
Våren 2017 genomförde Lill-Babs tillsammans med Siw Malmkvist och Ann-Louise Hanson showen "Tillsammans – 183 år på scen" som turnerade i cirka 15 svenska städer och sedan gavs på Intiman i Stockholm 28 april till 7 maj 2017. Showen gavs igen på 17 orter mellan den 8 och 26 november, där finalen på Scalateatern i Karlstad kom att bli trions sista framträdande. Konserten filmades av filmskaparen Susanne Cederberg i dokumentären "Siw, Lill-Babs och Ann-Louise" som sändes i SVT den 16 maj 2018.

### Tv-medverkan
Lill-Babs var bland med i Jacobs stege (den 12 oktober 1985). I tv har Svensson också varit programledare för bland annat Hemma hos Lill-Babs (1987), Morgonlust (1988), Vem tar vem (1990–1993) och Cocktail (1991). Hon var programledare tillsammans med Mark Levengood i en av deltävlingarna av Melodifestivalen 2003.
Hösten 2010 medverkade Lill-Babs i underhållningsprogrammet Så mycket bättre i TV4. År 2012 var Lill-Babs en av deltagarna i Stjärnorna på Slottet.
Hon medverkade även som skådespelare i tv-program. Hennes sista tv-framträdande blev rollen som Gugge i SVT:s dramaserie Bonusfamiljen.

## Privatliv och löpsedlar
Lill-Babs var vid sidan av karriären en stor supporter till idrottsklubben AIK. Vid AIK:s hemmamatcher på Friends Arena spelas hennes klassiker "Leva livet" inför publiken innan inmarschsången "Å vi e AIK" spelas upp.
Hon var gift första gången 1965–1968 med artisten Lasse Berghagen och andra gången 1969–1973 med den norske fotbollsmålvakten Kjell Kaspersen. Hon är mor till Monica Svensson (född 1955), Malin Berghagen (född 1966) och Kristin Kaspersen (född 1969).
Svensson var under sin långa karriär en av den svenska skvallerpressens största favoriter. Otaliga löpsedlar om romanser, förälskelser, skilsmässor och konkurser passerade revy. När hon 1983 var huvudgäst i Här är ditt liv hade redaktionen med Lasse Holmqvist och Tony Kaplan i spetsen samlat ihop en lång rad (12 st) av före detta män och pojkvänner som dök upp och överraskade henne i studion.
År 1996 gav Svensson ut sin självbiografi Hon är jag, skriven tillsammans med Anna Wahlgren. År 2013 gav hon ut boken Barbro, skriven tillsammans med Lotta Bromé.
Lill-Babs led av hjärtflimmer under flera år men fortsatte att arbeta. I början av mars 2018 blev hon dock sämre och togs in på sjukhus med akut hjärtsvikt. Hon fick då även besked om att hon hade cancer. Hon avled den 3 april, 80 år gammal. Den 28 maj samma år begravdes hon i Järvsö kyrka. Dagen före hölls en stor minnesstund i Storkyrkan i Stockholm.

## Priser och utmärkelser
- 1994 – H.M. Konungens medalj, 8:e storleken i högblått band
- 1995 – Lisebergsapplåden
- 2001 – Tigertassen[38]
- 2009 – Git Gay-stipendiet[39]
- 2017 – Invald i Swedish Music Hall of Fame[40]

## Diskografi

### Originalalbum
- 1962 – Splorr
- 1966 – Svensson hyllar Alpertsson
- 1967 – Lill-Babs
- 1968 – Lill-Babs
- 1971 – Välkommen till världen
- 1972 – Jag ska sjunga för dig
- 1973 – Hurra hurra
- 1975 – Det våras för Barbro
- 1976 – Lev mänska lev
- 1977 – På scen
- 1979 – Till mina vänner
- 1982 – Lill-Babs i en show av Lars Forssell
- 1982 – Det är ju min show! (på cd 1998)
- 1984 – Barbro
- 1998 – Who's Sorry Now
- 2005 – Här är jag
- 2014 – Kom[41]

### Samlingsalbum
- 2000 – Lill-Babs Bästa, En tuff brud i lyxförpackning (dubbel-cd)
- 2002 – Musik vi minns...Lill-Babs
- 2003 – Wo finde ich den Mann
- 2004 – Lill-Babs i lyxförpackning - Det bästa med Lill-Babs (dubbel-cd med flera nya låtar)

### Kända låtar
- Är du kär i mej ännu Klas-Göran?[42]
- Itsy Bitsy Teenie Weenie Yellow Polka Dot Bikini
- En tuff brud i lyxförpackning
- Leva livet (It's My Party)
- En ton gick bort (till minne av Simon Brehm)
- Manolito
- Bli en clown
- Gröna, granna, sköna, sanna sommar (Du spielst 'ne tolle Rolle)[43]
- Välkommen till världen (1971, med Agnetha Fältskog, Björn Ulvaeus, Benny Andersson och Anni-Frid "Frida" Lyngstad som kör)[44]
- April, april
- Gummiboll (Rubber Ball)
- Jag kan inte leva utan dig
- Ingen gör bort sig som jag
- En hemvävd stillsam tös
- Hon är jag
- Älskade ängel
- Femte maj

### Av Lill-Babs
- Wahlgren, Anna; Lill-Babs (1996). Lill-Babs - hon är jag: minnen av ögonblick. Höganäs: Bra böcker. Libris 7606608. ISBN 91-7133-184-0
- Bromé, Lotta; Lill-Babs (2013). Barbro. Halmstad: EA. Libris 14000348. ISBN 978-91-87519-00-0

### Om Lill-Babs
- Neander, Sven (1968). Boken om Lill-Babs. Stockholm: Nordståhl & Backstroem. Libris 1344111
- Andersson, Gisela; Andersson, Caj (1978). Den fantastiska berättelsen om Lill-Babs. Sundbyberg: Semic. Libris 7422486. ISBN 91-552-1689-7
- Matteson, Leif (1988). Barbro Margareta Svensson: LillBabs från tå till topp. Stockholm: LT-media. Libris 7253759. ISBN 91-36-89054-5

## Filmografi (urval)
- 1956 – Suss gott
- 1959 – Fly mej en greve
- 1961 – Svenska Floyd
- 1962 – En nolla för mycket
- 1965 – Pang i bygget
- 1965 – Calle P
- 1989 – Imorron och imorron och imorron
- 1994 – Bert (TV-serie) (sång)
- 1995 – Bert - den siste oskulden
- 1998 – Mulan (röst)
- 2002 – Rederiet (TV-serie) (gästroll)
- 2012 – Den sista dokusåpan
- 2014 – Paddington (röst)
- 2017 – Paddington 2 (röst)
- 2017–2018 – Bonusfamiljen (TV-serie)

## Teater

### Roller
| År   | Roll           | Produktion                                                          | Regi               | Teater       |
| ---- | -------------- | ------------------------------------------------------------------- | ------------------ | ------------ |
| 1974 | Annie Oakley   | Annie Get Your Gun Irving Berlin, Dorothy Fields och Herbert Fields | Åke Falck          | Scandinavium |
| 1982 | Jennifer Jones | Det är ju min show Nancy Ford och Gretchen Cryer                    | Lars Göran Carlson | Chinateatern |
| 2003 | Medverkande    | Ladusprall eller Some like it hö't Povel Ramel                      | Anders Albien      | Hasses Lada  |
| 2008 | Medverkande    | Snurra min jord, hyllningsföreställning till Lars Forssell          | Lars Löfgren       | Vasateatern  |